# ماريا غريفر
ماريا غريفر (14 أيلول / سبتمبر 1885 – 15 كانون الأول / ديسمبر 1951) كانت أول امرأة مكسيكية موسيقية تصبح ملحنة ناجحة.

## النشأة
ماريا جواكوينا دي لا بورتيلا توريس ولدت من أب أسباني (فرانسيسكو دي لا بورتيلا) وأم مكسيكية (جوليا توريس) في غواناخواتو، المكسيك. في السنوات الستة الأولى من عمرها كانت تسكن بمدينة مكسيكو، ومن ثم إلى المدينة التي ولد فيها والدها إشبيلية في سنة 1888. درست الموسيقى في فرنسا، مع كلود ديبوسي وفرانز لينهارد من بين معلميها. في سنة 1900 عادت إلى المكسيك وأكملت دراستها الموسيقية في مدرسة خالتها سولفيج. في 1907, وفي عمر ال22 عاماً دي لا بورتيلا تزوجت من ليو غريفر، مدير تنفيذي لشركة نفط أمريكية، وفي 1916 أصبحا مواطنين أمريكيين وانتقلوا إلىمدينة نيويورك حيث عاشت هناك باقي حياتها.

## الحياة المهنية

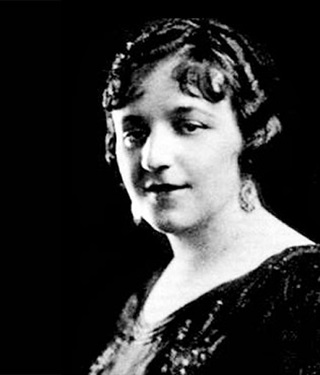
ماريا غريفر

غريفر ألفت أكثر من 800 أغنية _ وأغلبها من نوع بوليرو _ شهرتها وصلت إلى جماهير أمريكا اللاتينية وأوروبا والولايات المتحدة. قيل أنه كان لديها نبرة صوت جميلة جداً وقد كتبت أغلب أغانيها في مفتاح واحد. أول مقطوعة موسيقية لها هي
ترانيم الميلاد، تم تأليفها حين كانت في الرابعة من عمرها. كتبت أول أغنية لها عندما كانت في الثامنة عشر من عمرها،
(A Una Ola " (To a Wave" وقد بيع منها ثلاثة ملايين نسخة.
في عام 1920 بدأت العمل كملحنة فيلم لباراماونت بيكتشرز Paramount) (Pictures وأستوديو تونتيث سينتشوري فوكس 20th Century Fox بالانضمام إلى الجمعية الأمريكية للملحنين والمؤلفين والناشرين (الجمعية الأمريكية للملحنين والمؤلفين والناشرين) في عام 1935, وكان من كبار الموسيقيين المعاونين لها هم ستانلي آدمز (Stanley Adams) وإيرفينغ قيصر (Irving Caesar).
غريفر قالت ذات مرة: «كان علي أن أترك بلدي، الآن في نيويورك أنا مهتمة في الجاز والإيقاعات الحديثة، ولكن قبل كل شيء، في الموسيقى المكسيكية، التي أتمنى أن تقدم إلى الشعب الأمريكي. أخشى أنهم لا يعرفون الكثير عن ذلك. ان الموسيقى تستحق الانتشار؛ هنالك ثراء ثقافي في الموسيقى المكسيكية (انها من أصل اسباني ومن السكان الأصليين وكيف تم دمجها) حيث اللحن والإيقاع دُمجا معاً. وهي أمنيتي وشوقي لتقديم الإيقاعات والألحان البلدية (للمكسيك) من منظور حقيقي، ولكن مع المرونة اللازمة في مطالبة الجمهور العالمي».

## وصلات خارجية
- ماريا غريفر على موقع IMDb (الإنجليزية)
- ماريا غريفر على موقع ميوزك برينز (الإنجليزية)
- ماريا غريفر على موقع أول ميوزيك (الإنجليزية)
- ماريا غريفر على موقع أول ميوزيك (الإنجليزية)
- ماريا غريفر على موقع ديسكوغز (الإنجليزية)
- ماريا غريفر على موقع قاعدة بيانات الفيلم (الإنجليزية)

- María Grever Biography
- SlideShare.net – María Grever Biografía (Spanish)
- The Art Music of Mexico and Guatemala – Maria Grever (1894-1951) Biography and Images
- Victor Library – María Grever (composer)
- 1921 passport photo of Maria Grever and her children